# Adlullia sinuinigra
Adlullia sinuinigra är en fjärilsart som beskrevs av Holloway 1976. Adlullia sinuinigra ingår i släktet Adlullia och familjen tofsspinnare. Inga underarter finns listade i Catalogue of Life.